# Bogdan Bartnikowski
Bogdan Stanisław Bartnikowski, ps. Mały (ur. 24 stycznia 1932 w Warszawie) – polski wojskowy, pułkownik pilot Wojska Polskiego, uczestnik powstania warszawskiego, dziennikarz, pisarz i reportażysta.

## Życiorys
Syn Heleny z domu Pieńkowskiej i Stefana Bartnikowskiego. Przed II wojną światową jego ojciec pracował jako pracownik cywilny w Wyższej Szkole Wojennej, a matka zajmowała się domem. Podczas okupacji niemieckiej oboje zajmowali się handlem, ojciec prawdopodobnie zginął podczas powstania warszawskiego.
W czasie powstania warszawskiego Bogdan Bartnikowski był łącznikiem w obwodzie Ochota Armii Krajowej (ps. Mały). 10 sierpnia 1944 wraz z matką zostali przymusowo wysiedleni do obozu przejściowego na Zieleniaku, skąd krótko potem przez Dulag 121 Pruszków wywieziono ich do KL Auschwitz-Birkenau. Był tam więźniem bloku dziecięcego nr 13. W styczniu 1945 wywieziony wraz z matką do Blankenburga, gdzie do kwietnia 1945 pracował przymusowo przy odgruzowywaniu Berlina.
Po powrocie do Polski kształcił się w Państwowym Gimnazjum i Liceum im. Stefana Batorego w Warszawie, które ukończył w 1951. W 1952 zaczął naukę w Oficerskiej Szkole Lotniczej w Dęblinie, do początku lat 50. działał również w harcerstwie. Będąc zawodowym wojskowym, do 1968 służył jako pilot–instruktor w Oficerskiej Szkole Lotniczej, przemianowanej z czasem na Wyższą Szkołę Oficerską Sił Powietrznych, a następnie w 36 Samodzielnym Specjalnym Pułku Lotniczym w Warszawie. Następnie zatrudniony w prasie wojskowej, do czasu przejścia w stan spoczynku w 1985.
Jaki prozaik debiutował w 1961 zbiorem opowiadań o ludziach lotnictwa. W 1969 opublikował Dzieciństwo w pasiakach, kilkakrotnie wznawiane i tłumaczone m.in. na język niemiecki. W 1989 napisał książkę Dni długie jak lata, w której opisał wojnę z perspektywy dziecka. Jest także autorem m.in. powieści Daleka droga i Powrót nad Wisłę.
Zaangażowany w działalność kombatancką. Uczestnik prelekcji i spotkań dotyczących historii II wojny światowej. Był członkiem zarządu Stowarzyszenia Więźniów Byłych Dzieci Hitlerowskich Obozów Koncentracyjnych, został też członkiem Mazowiecko-Podlaskiego Stowarzyszenia Pomocy Byłym Więźniom Politycznym Hitlerowskich Obozów Koncentracyjnych, Gett i Więzień Gestapo. Został członkiem Związku Powstańców Warszawskich. W 2025 został członkiem rady Państwowego Muzeum Auschwitz-Birkenau.

## Życie prywatne
Zawarł związek małżeński, ma syna. Jego żona w dzieciństwie również była więźniarką Dulagu 121 Pruszków. Zamieszkał w Zalesiu Górnym.

## Odznaczenia i wyróżnienia

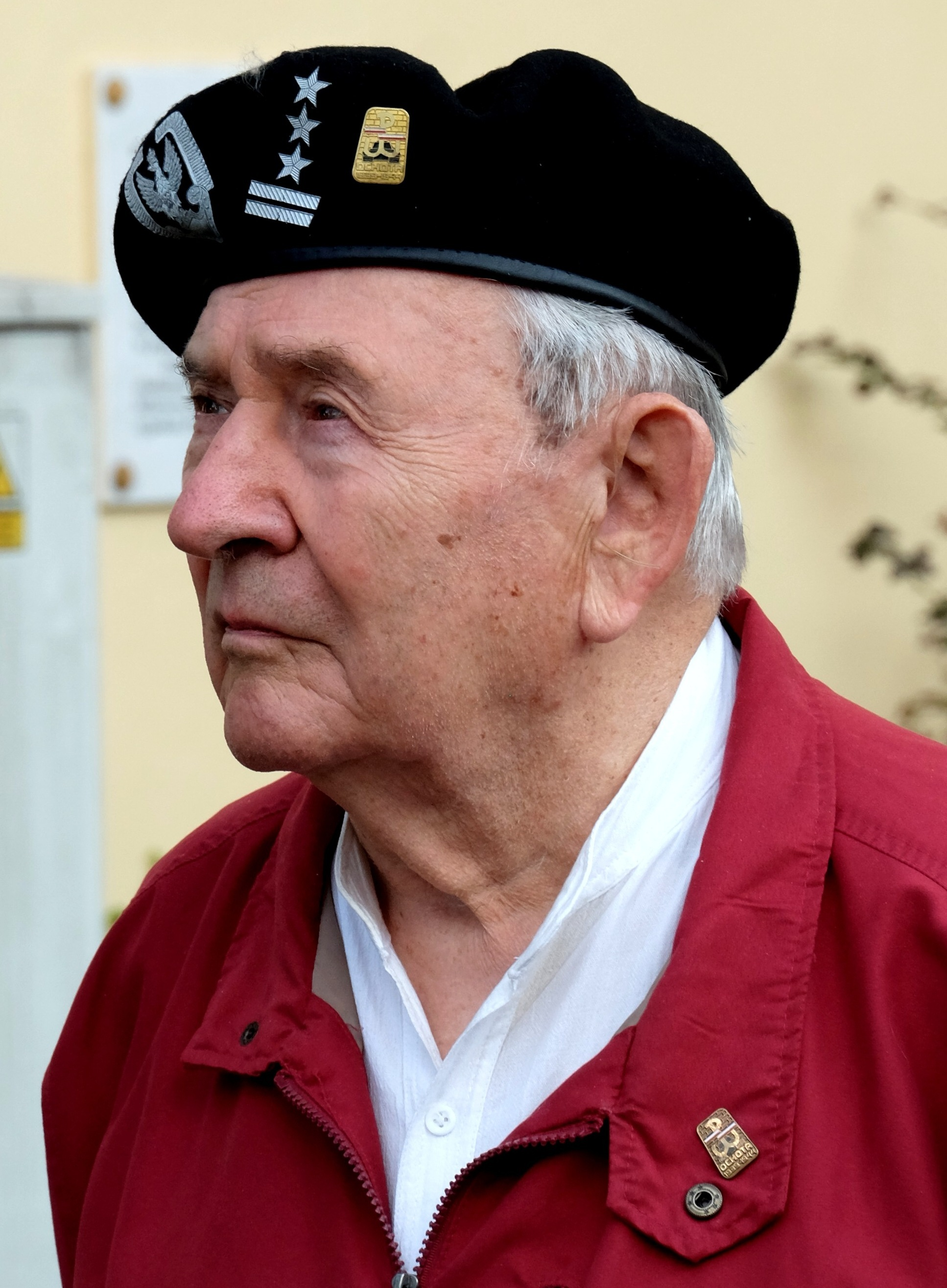
Bogdan Bartnikowski (2021)

Odznaczony Krzyżem Kawalerskim, Oficerskim (2002) i Komandorskim (2024) Orderu Odrodzenia Polski oraz Krzyżem Oświęcimskim.
W 1973 otrzymał Nagrodę Ministra Obrony Narodowej za cykl artykułów napisanych z Władysławem Misiołkiem.

## Wybrane publikacje
- Nad chmurami, Wyd. MON, Warszawa 1966
- Dzieciństwo w pasiakach, Nasza Księgarnia, Warszawa 1969
- Zatory, Wyd. MON, Warszawa 1969
- Daleka droga, Nasza Księgarnia, Warszawa 1971
- Powrót nad Wisłę, Nasza Księgarnia, Warszawa 1972
- Spojrzenie w niebo, Wyd. MON, Warszawa 1972
- Atlantycka wyprawa „Kopernika”, Wyd. Morskie, Gdańsk 1975
- Błękitny balet, Krajowa Agencja Wydawnicza, Warszawa 1975
- Do zobaczenia na górze!, Wyd. MON, Warszawa 1975
- Nieziemskie przygody, Nasza Księgarnia, Warszawa 1975
- Gdzie diabeł nie może, Krajowa Agencja Wydawnicza, Warszawa 1976
- Zielone skrzydła, Wyd. MON, Warszawa 1976
- Fruwające wiatraki: przygody własne i cudze, Nasza Księgarnia, Warszawa 1978
- W misji specjalnej, Wyd. MON, Warszawa 1978
- Kalendarze z hełmem, Wyd. MON, Warszawa 1981
- Chorążowie, Wyd. MON, Warszawa 1983
- Opowieści zastępowego, Krajowa Agencja Wydawnicza, Warszawa 1983
- Nocą przychodzi śmierć, Wyd. MON, Warszawa 1985
- Dni długie jak lata, Nasza Księgarnia, Warszawa 1989
- Godzina z Nike, Abrys, Kraków 2000
- Dotknięcie raju: wiersze o Tajlandii, IBiS, Warszawa 2003
- Księżyc dla straceńców, Oficyna Wydawnicza Ston 2, Kielce 2006
- Mgnienia, Oficyna Wydawnicza Ston 2, Kielce 2009
- Bardzo blisko ziemi, Komograf, Ożarów Mazowiecki 2014[16]
- Powroty do Auschwitz, Prószyński i S-ka, Warszawa 2022